# Ку (паровоз)
Ку (К усиленный, прозвище — Кукушка) — русский пассажирский паровоз выпускавшийся с 1911 по 1914 годы. Был создан на базе паровоза серии К, по сравнению с которым усилен паровой котёл и увеличен диаметр движущих колёс. Ку имел самую большую высоту котла из всех дореволюционных паровозов (высота оси котла над рельсами составляла 3200 мм).
Создание данного паровоза Коломенским заводом велось как ответ Сормовскому, который создал свой паровоз типа 1-3-1 серии С. Однако Ку так и не заменил С, а вместо этого вскоре был переведён на второстепенные линии.